# Charlton Abbots
Charlton Abbots är en by i civil parish Sudeley, i distriktet Tewkesbury, i grevskapet Gloucestershire i England. Byn är belägen 8 km från Cheltenham. Charlton Abbots var en civil parish fram till 1935 när blev den en del av Sudeley. Civil parish hade 71 invånare år 1931. Byn nämndes i Domedagsboken (Domesday Book) år 1086, och kallades då Cerletone.